# Джеймс Прескотт Джоуль
Джеймс Пре́скотт Джо́уль (англ. James Prescott Joule, МФА: [ˈdʒuːl], нар.24 грудня 1818 — †11 жовтня 1889) — англійський фізик, що зробив значний внесок у становлення термодинаміки, і пивовар.
Джоуль вивчав природу тепла і визначив кількість теплоти, що виділяється при механічній роботі. Це привело його до відкриття закону збереження енергії і, врешті, до формулювання першого закону термодинаміки. Йому також належить пріоритет (1840) у визначенні кількості теплоти, що виділяється при проходженні струму через провідник (закон Джоуля — Ленца). Джоуль відкрив явище магнітного насичення феромагнетиків (1840) і магнетострикцію (1842). Він першим обчислив швидкість руху молекул газу і встановив її залежність від температури, тиск газу вважав результатом ударів часток цього газу у стінки посудини (1848). Це поклало початок становленню кінетичної теорії газів. Разом із лордом Кельвіном він працював над розробкою абсолютної шкали температури та досліджував (1853—1854) явище охолодження газу при його повільному стаціонарному адіабатичному протіканні через пористу перегородку (ефект Джоуля — Томсона).
На його честь названа одиниця вимірювання енергії — джоуль, що застосовується у міжнародній системі SI.

## Життєпис
Народився Джеймс Прескотт Джоуль 24 грудня 1818 року в місті Солфорд. Його батько був багатим пивоваром, тому до 15 років Джоуль виховувався в сім'ї і здобув домашню освіту. Протягом декількох років його вчив математиці, фізиці, основам хімії відомий фізик і хімік Джон Дальтон, під впливом якого Джоуль вже у віці 19 років почав експериментальні дослідження. Саме Дальтон прищепив Джоулю любов до науки і пристрасть до збору та осмислення чисельних даних, на яких засновані наукові теорії і закони. Але математична підготовка Джоуля була слабкою, що надалі дуже заважало йому в дослідженнях і, можливо, не дало йому зробити ще значніші відкриття.
У 1838 році в журналі «Аннали електрики» («Annals of Electricity») з'явилася його стаття з описом електромагнітного двигуна, в 1840 році він виявив ефект магнітного насичення, в 1842-му — явище магнетострикції.
У Джоуля не було жодної професії і жодної іншої роботи, окрім допомоги в управлінні батьковим заводом. Аж до 1854 року, коли завод нарешті був проданий, Джоуль працював на ньому і уривками, ночами, займався своїми дослідами. Після 1854 року у Джоуля з'явилися і час, і кошти, щоб побудувати у власному будинку фізичну лабораторію і повністю присвятити себе експериментальній фізиці. Згодом Джоуль мав матеріальні труднощі і для продовження досліджень звернувся по фінансову допомогу до королеви Вікторії.

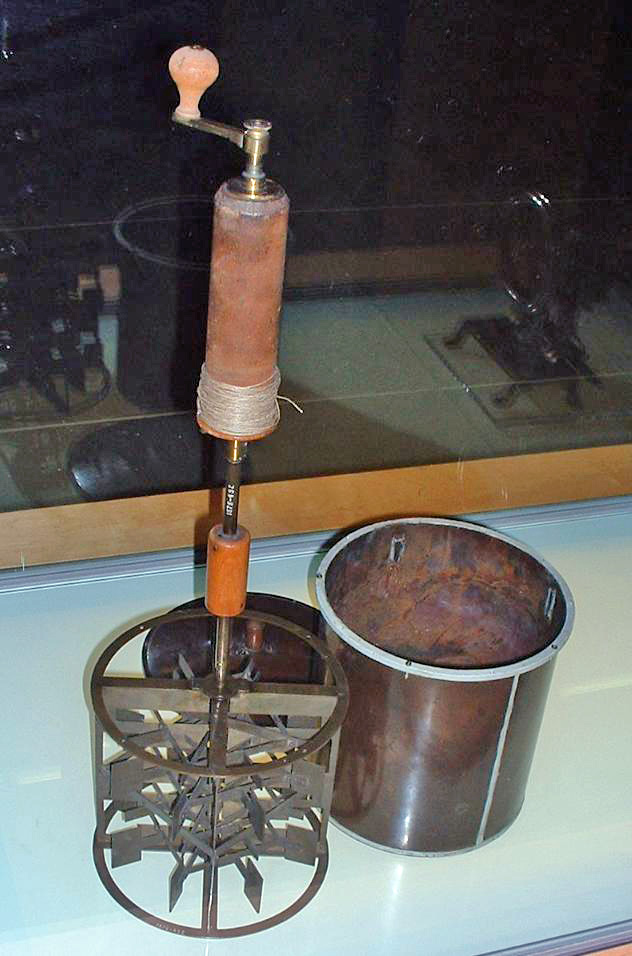
Дослідний прилад Джоуля для вивчення тепла, 1845

Протягом 1837—1847 років Джоуль увесь вільний час присвятив різноманітним експериментам із перетворення різних форм енергії — механічної, електричної, хімічної — у теплову енергію. Він розробив термометри, що вимірювали температуру з точністю до однієї двохсотої градуса, що дозволило йому проводити вимірювання з найкращою для того часу точністю. Під впливом робіт Майкла Фарадея Джоуль розпочав вивчати теплові ефекти струму, результатом чого стало відкриття закону, що називається тепер законом Джоуля — Ленца. Згідно з цим законом, кількість теплоти, що виділяється у провіднику зі струмом, є пропорційною до електричного опору провідника і сили струму у квадраті.
У 1843 році Джоуль зайнявся новою проблемою: доказом існування кількісного співвідношення між «силами» (як тоді називали енергію) різної природи, що приводять до виділення тепла. Перші його досліди полягали у вимірюванні кількості тепла, що виділяється в посудині з водою, у якій під дією вантажу, що опускається, обертався електромагніт, а сама посудина була поміщена в магнітне поле. У цих дослідах він уперше визначив механічний еквівалент теплоти (4,5 Дж/кал у сучасних одиницях), а в подальші роки досліджував теплові ефекти при продавлюванні рідини через вузькі отвори (1844), стисненні газу (1845) тощо. Усі ці досліди привели Джоуля до відкриття закону збереження енергії. Згодом його ім'ям була названа одиниця вимірювання всіх видів енергії (джоуль) — механічної, теплової, електричної, випромінення тощо.
У червні 1847 року Джоуль зробив доповідь на зборах Британської асоціації учених, у якій він повідомив про найточніші вимірювання механічного еквівалента теплоти. Доповідь стала поворотним пунктом у його кар'єрі. 1850 року Джоуль був обраний членом Лондонського королівського товариства. Він став одним із найавторитетніших учених свого часу, володарем багатьох титулів та нагород.
У 1847 році Джоуль познайомився з Вільямом Томсоном, відомим як лорд Кельвін, і досліджував разом із ним поведінку газів у різних умовах. Результатом цієї співпраці стало відкриття ефекту охолоджування газу при повільному адіабатичному протіканні його через пористу перегородку (ефект Джоуля — Томсона). Цей ефект використовується для скраплення газів. Крім того, Джоуль разом із лордом Кельвіном побудував термодинамічну температурну шкалу, розрахував теплоємність деяких газів, обчислив швидкість руху молекул газу і встановив її залежність від температури.
У 1854 році Джоуль продав завод, що залишився йому від батька, і цілком присвятив себе науці. Невтомно працюючи все в тій же області, Джоуль до смерті оприлюднив 97 наукових робіт, з яких близько 20 зроблені у співавторстві з Вільямом Томсоном і Л. Плефером; більшість із них стосується застосування механічної теорії тепла до теорії газів, молекулярної фізики і акустики і належать до класичних робіт з фізики.
Помер Джоуль у Сейлі 11 жовтня 1889 року. Похований там же, на кладовищі району Бруклендс, на його могильній плиті вигравіюване число 772.55, що відповідає значенню механічного еквівалента теплоти у фунтах-футах на британську теплову одиницю. У Вестмінстерському абатстві є меморіал Джоуля, а в Манчестерській ратуші стоїть статуя Джоулю роботи Альфреда Гилберта.

## Механічний еквівалент теплоти

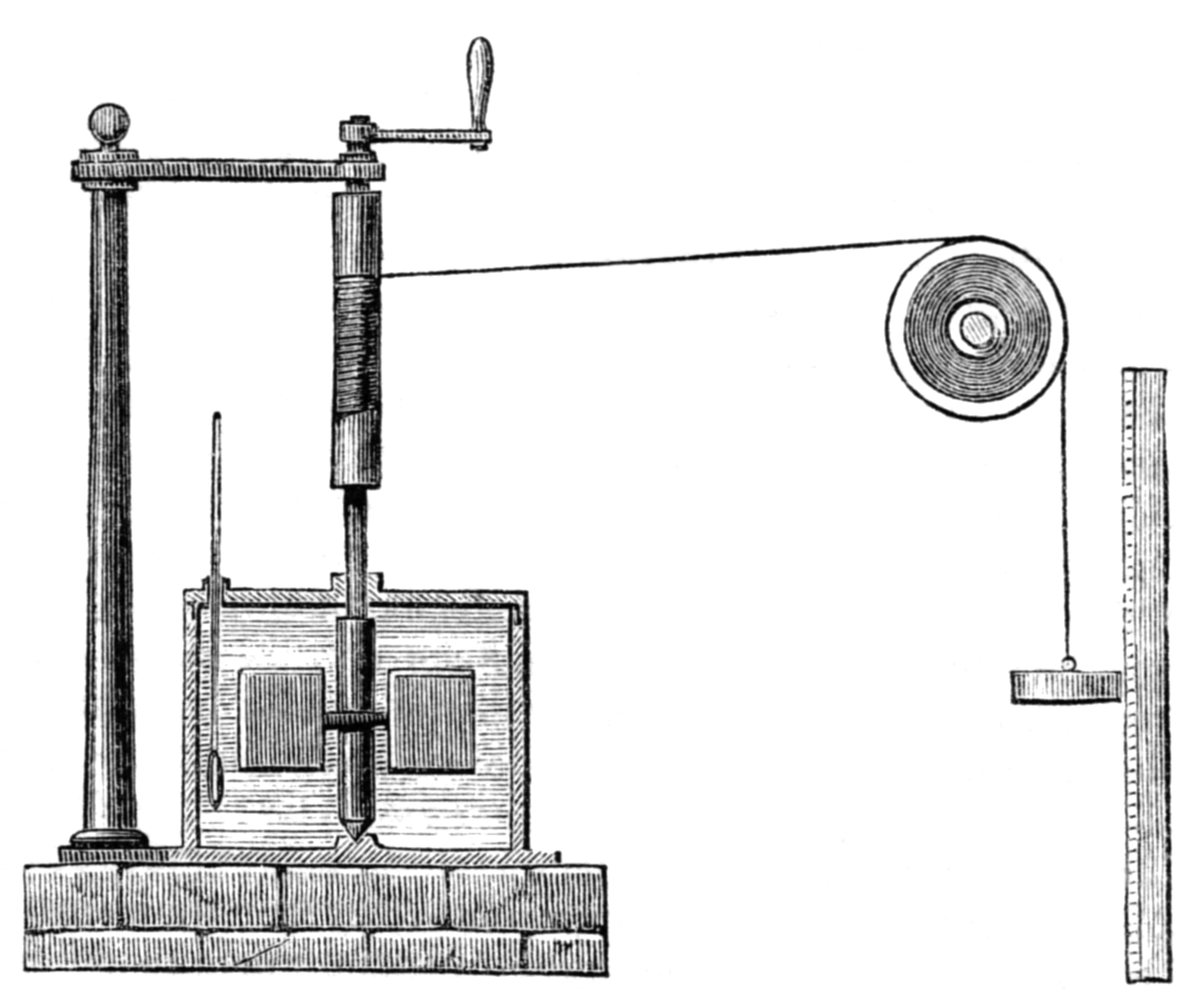
Дослідницка установка Джоуля для визначення механічного еквівалента теплоти (1847). Вантаж, що справа, змушував лопаті, занурені у воду, обертатись, внаслідок чого вода нагрівалась

Експериментальне визначення механічного еквівалента теплоти відіграло вирішальну роль у встановленні і підтвердженні закону збереження і перетворення енергії.
Починаючи з 1843 року, Джоуль шукає підтвердження принципу збереження енергії й намагається якнайточніше обчислити механічний еквівалент теплоти. У перших дослідах вимірює нагрівання рідини, у яку занурений соленоїд із залізним осердям, що обертався у магнітному полі електромагніта з проведенням вимірювань для випадків замкнутої та розімкнутої обмотки електромагніта. Згодом удосконалює експеримент, виключивши обертання уручну через урухомлення електромагніта тягарцем, що опускався. За результатами вимірювань формулює залежність:
| Кількість теплоти, яка у стані нагріти 1 фунт води на 1 градус Фаренгейта, дорівнює і може бути перетворена у механічну силу, яка у стані підняти 838 фунтів на висоту по вертикалі в 1 фут Оригінальний текст (англ.) The quantity of heat capable of raising the temperature of a pound of water by one degree of Farhenheit's scale is equal to, and may be converted into, a mechanical force capable of raising 838 lb. to the perpendicular height of one foot. |

Результати експериментів публікує у 1843 році у статті «Про тепловий ефект магнітоелектрики та механічному значенні тепла». 1844 року формулює перший варіант закону теплоємності складних кристалічних тіл, знаний як закон Джоуля — Коппа, який у 1864 отримав остаточне формулювання й експериментальне підтвердження у публікаціях Германа Коппа.
Згодом (1844), Джоуль дослідним шляхом визначає тепловиділення при протисканні рідини через вузькі трубки, у 1845 році визначає теплоту при стисненні газу, а у досліді 1847 року порівнює затрати енергії на обертання мішалки у рідині з теплотою, яка утворилась внаслідок цього.
У працях 1847—1850 років дає точніші значення механічного еквівалента теплоти. Він скористався металевим калориметром із крильчаткою. На вал крильчатки намотувалась нитка з двома кінцями, що звисають і до яких кріпились тягарці. В експерименті визначалась кількість теплоти, що виділялась від тертя при обертанні крильчатки у рідкому середовищі. Ця кількість теплоти порівнювалась із роботою, виконаною тягарцями при опусканні.
Еволюція значень механічного еквівалента теплоти, отримана Джоулем експериментально (в футо-фунтах або футо-фунт-силі на британську теплову одиницю):
- 838 (4,51 Дж/кал), 1843;
- 770 (4,14 Дж/кал), 1844;
- 823 (4,43 Дж/кал), 1845;
- 819 (4,41 Дж/кал), 1847;
- 772,692 (4,159 Дж/кал), 1850.

Останнє значення близьке до результатів точних вимірювань, проведених у XX столітті.

## Визнання і нагороди

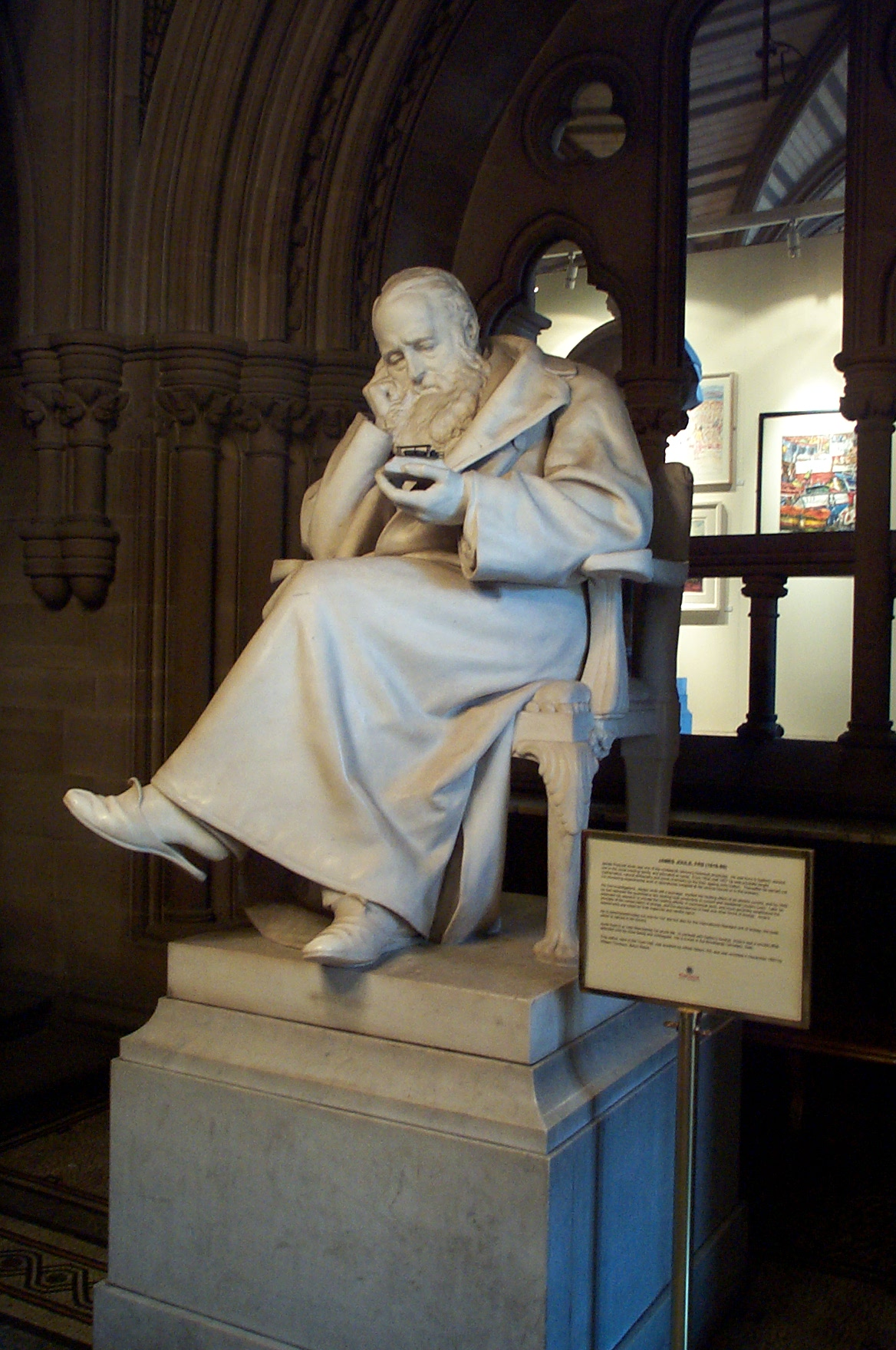
Статуя Джоуля в будинку міської ради Манчестера

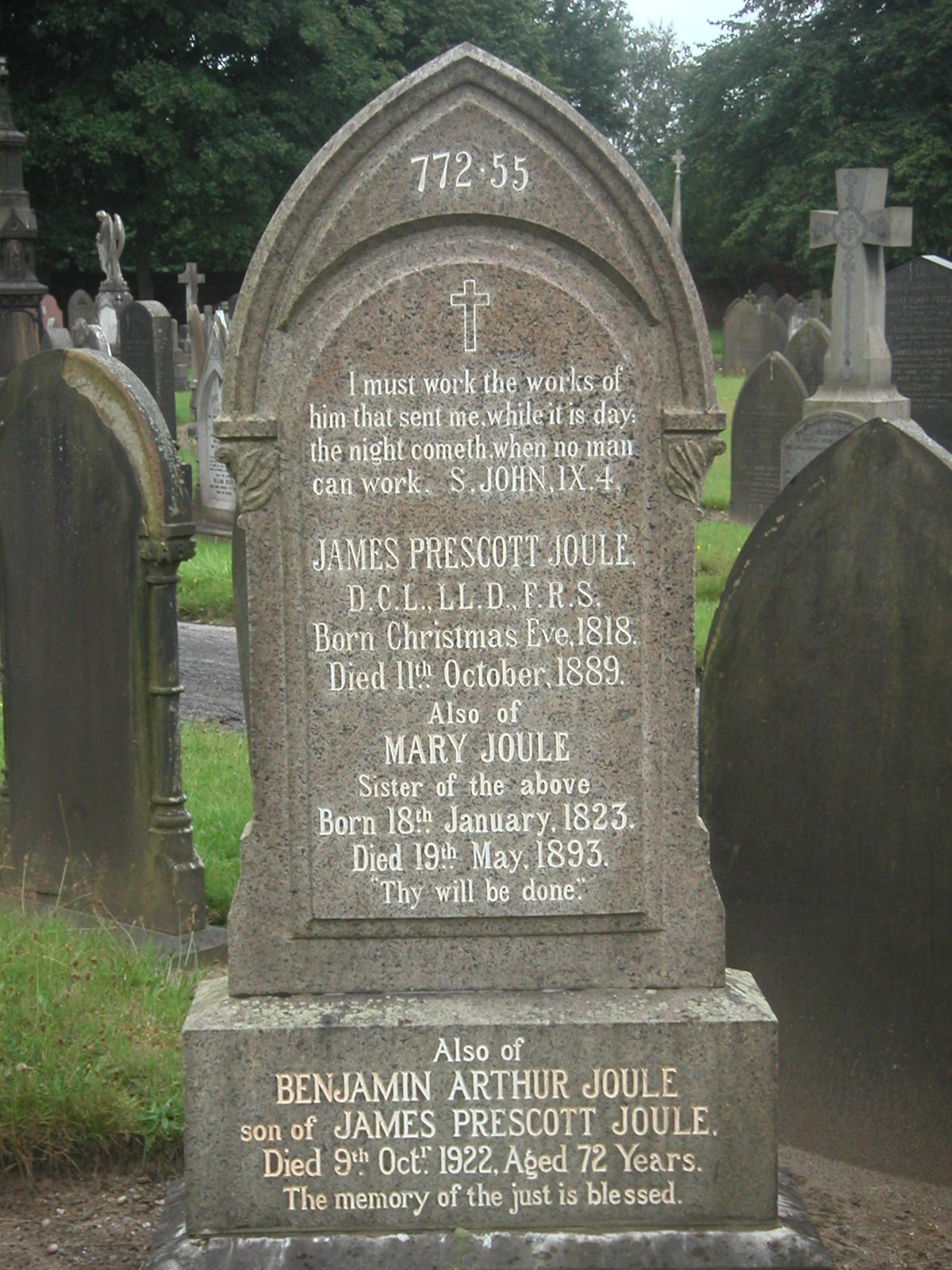
Могила Дж. Джоуля на кладовищі району Бруклендс у Сейлі

Джоуль був членом Лондонського королівського товариства, отримав почесні звання доктора honoris causa Триніті коледжу в Дубліні (1857), Оксфордського університету (1861), Единбурзького (1871) і Лейденського (1875) університетів; у 1878 році йому призначена урядом довічна пенсія в 200 фунтів стерлінгів.
Твори Джоуля зібрані в двотомнику під назвою «Scientific papers by J. P. Joule» (2 т., Лондон, 1884—1887).
Серед нагород і почестей, яких був удостоєний учений, — золота медаль Лондонського королівського товариства (1852), медаль Коплі (1866), медаль Альберта (1880). У 1872 і 1877 роках Джоуль був обраний президентом Британської асоціації з розповсюдження наукових знань.
На честь фізика названо астероїд 12759 Джоуль